# ジョン・ウッデン
ジョン・ロバート・ウッデン (John Robert Wooden、1910年10月14日 - 2010年6月4日)は、アメリカ合衆国インディアナ州ホール出身の元バスケットボール選手、指導者。その卓越した指導力でUCLAを7連覇を含む10度の全米制覇に導き、「ウェストウッドの魔術師」「20世紀最高の指導者」と謳われた。選手としても、パデュー大学時代にオールアメリカンに3度選ばれた実力者であった。1960年に選手として、1973年にヘッドコーチとしてバスケットボール殿堂入りを果たし、両部門で殿堂入りした初の人物となった。
ウッデンはスポーツ史上最も偉大なコーチの1人に数えられており、その教えはバスケットボールのみならず、ビジネスや組織におけるリーダーシップなど、多方面において後世の多くの人々に影響を与えた。

## 少年期と選手時代
ジョン・ウッデンは1910年、インディアナ州ホールに生まれた。一家は彼が8歳のときにセンタートンの小さな農場に移り、14歳のときにはマーティンズビルに引っ越した。
少年時代よりバスケットボールに魅了されて育ったウッデンは、1927年に高校のチームを州のチャンピオンに導き、州のオールチームに3度選ばれる活躍を見せた。高校卒業後はパデュー大学に進学し、名物コーチのウォード・ランバートの指導を受けた。ウッデンに率いられたチームは1932年に全米1位にランクされ、自身は史上初めて3年連続でオールアメリカンに選ばれた選手となった。また、学業でも優秀な成績を修めた。
大学卒業後、ウッデンは高校でバスケットボールの指導を行う傍ら、当時存在したNBLなどのプロリーグでプレーした。1937-38シーズンにはオールNBL1stチームに選出されている。また、この時期には134本連続フリースロー成功という記録を作った。
ウッデンは1930年代において最も重要なバスケットボール選手の1人と目されており、1960年にはプレーヤー部門でバスケットボール殿堂入りを果たしている。

## 指導者時代
ウッデンの指導者としてのキャリアは、ケンタッキー州のデイトン高校でスタートした。そこで2年間の指導を行った後、故郷インディアナ州のサウスベンド中央高校に移り、英語を教えながらバスケットボール部のコーチを9年間務めた。高校で指導した11年間の戦績は218勝42敗であった。第2次世界大戦が勃発すると、1942年に海軍に入隊し、2年勤務した後に中尉として除隊している。

### インディアナ州立大学
終戦後の1946年、ウッデンはインディアナ州立大学に着任し、バスケットボール及び野球の指導を行い、体育局長も務めた。また、教育学の修士号も修得している。ウッデン率いるバスケットボール部は1947年に州タイトルを制し、全米大学バスケットボール協会 (NAIA) 主催の全米トーナメントに招待されたが、黒人選手の出場を禁止するというNAIAの規定に抗議し、参加を辞退した（当時チームには黒人選手が1人在籍していた）。同年、ウッデンは母校パデュー大学からヘッドコーチ就任のオファーを受けたが断っている。翌1948年、チームは2年連続で州タイトルを制した。NAIAはこの年に黒人選手を禁じる規定を取り消したため、ウッデンは全米トーナメントへの参加を受諾した。インディアナ州立大学は決勝まで進出したがルイビル大学に敗れた。なお、これはウッデンが指導したチームがチャンピオンシップゲームで敗退した唯一の大会となった。